# Thal, Graz-Umgebung
Thal (phát âm tiếng Đức: [ˈtaːl]) là một đô thị thuộc huyện Graz-Umgebung bang Steiermark, nước Áo. Đô thị Thal, Graz-Umgebung có diện tích 18,57 km², dân số thời điểm cuối năm 2008 là 440 người.Đây cũng chính là quê hương của Arnold Schwarzenegger .